# Żółw norowy
Żółw norowy (Gopherus polyphemus) – gatunek gada z podrzędu żółwi skrytoszyjnych z rodziny żółwi lądowych (Testudinidae).
MorfologiaKarapaks mocno wydłużony i spłaszczony (rzadkość wśród żółwi lądowych). Plastron samca ma z przodu rogowy wyrostek służący do podważania pancerza i kaleczenia rywala w czasie walki o samicę. Służy także do wygrzebywania jam w ziemi, który działa niczym pług, także szerokie i mocne przednie odnóża służą do tego celu. Karapaks ciemnobrązowy z jasnymi plamami.
RozmiaryDługość karapaksu do 35 cm.
Masa ciała do 4,1 kg.

BiotopŚciśle lądowy tryb życia: tereny suche częściowo piaszczyste ze skąpą roślinnością trawiastą, krzaczastą i słabo zalesione.
PokarmLiście, pędy i owoce roślin w tym kaktusy, sporadycznie owady.
BehawiorWygrzebuje długie i obszerne nory od 3 do 12 m długości służące mu za schronienie, które opuszczają rankiem i wieczorem, gdy temperatura powietrza nie jest zbyt wysoka.
RozmnażanieSamica składa do jam w ziemi od 4 do 7 jaj.
WystępowanieEndemit południowo-wschodnich USA; występuje w stanach Floryda, Georgia, Karolina Południowa, Alabama, Missisipi i Luizjana.
TaksonomiaJest to gatunek monotypowy. Dawniej za jego podgatunki uznawane były: Gopherus agassizii, Gopherus berlandieri i Gopherus flavomarginatus.